# Rozvojové město

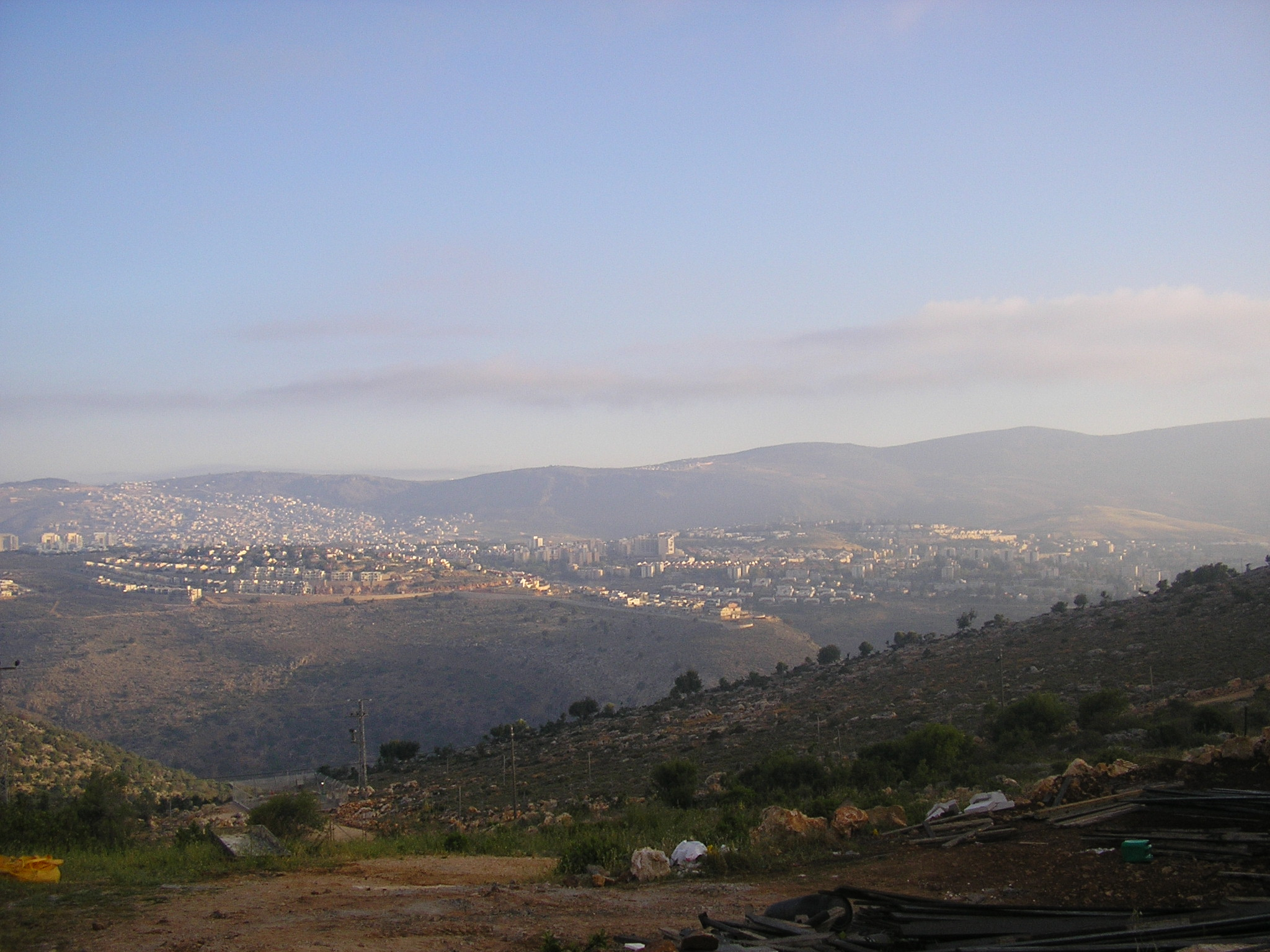
Město Karmiel založené roku 1964

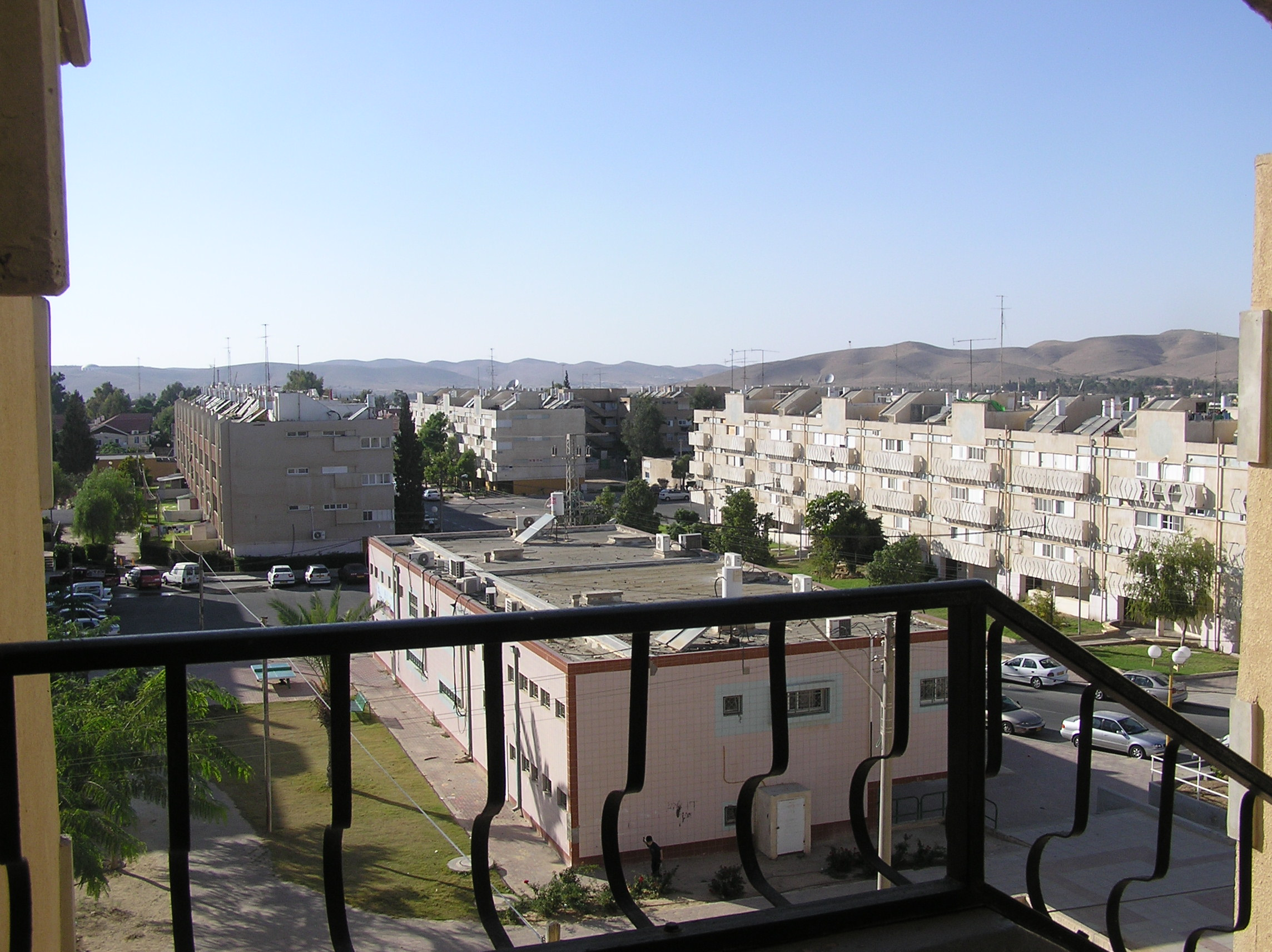
Jednotně koncipovaná zástavba města Dimona založeného roku 1955

Rozvojové město (hebrejsky עיירת פיתוח‎, ajarat pituach) je typ města zakládaného v Izraeli v 50.–60. letech 20. století, která vláda zřizovala pro urychlené ubytování přistěhovalecké vlny, jež do Izraele dorazila po vzniku státu v roce 1948. Přistěhovalci byli mezitím provizorně ubytováni v stanových táborech (ma'barot).

## Účel zakládání rozvojových měst
Plánovitě stavěná rozvojová města měla těmto imigrantům nabídnout běžný standard bydlení a zároveň napomoci rovnoměrnějšímu rozptylu populace i do venkovských oblastí státu a také v těchto oblastech demograficky posílit židovskou populaci. Tento cíl se zdařil. Zatímco v roce 1949 žilo 48 % obyvatel Izraele ve třech největších městech (Tel Aviv, Jeruzalém, Haifa) a pouze 26 % v jiných městech, počátkem 60. let 20. století klesl podíl obyvatelstva největších měst na 33 % a v ostatních městech se zvýšil na 45 %.

## Typy rozvojových měst
V některých případech bylo rozvojové město zřízeno přímo z původního přistěhovaleckého tábora (například Kirjat Šmona). Jinde bylo využito opuštěné arabské město (Bejt Še'an) nebo se budovalo zcela nové sídliště na zelené louce (Arad).
V případě města Kirjat Gat bylo rozvojové město koncipováno souběžně s jeho zemědělským zázemím, ve kterém byly založeny desítky nových vesnic. Tento blok nazývaný Chevel Lachiš měl v roce 1963 rozlohu cca 225 000 akrů (přibližně 900 km²), z toho skoro třetinu tvořila zemědělská půda. Kirjat Gat měl tehdy 15 000 a okolní vesnice 16 500 obyvatel.

Jedním z posledních rozvojových měst byl Karmiel založený roku 1964 v Galileji. Už v roce 1958 jednal funkcionář Židovského národního fondu Josef Weitz o plánovaném založení židovského města poblíž arabského města Madžd al-Kurúm. O vznik Karmielu usiloval i Levi Eškol, který roku 1963 nastoupil do funkce izraelského premiéra. Stavební práce na budování nového města začaly v dubnu 1963 a 29. října 1964 zde byly do užívány slavnostně předány první domy, do kterých se nastěhovalo prvních 16 rodin.

## Ekonomické a sociální potíže rozvojových měst
Většina rozvojových měst se v počáteční fázi potýkala s ekonomickými těžkostmi. Například Šlomi poblíž libanonských nikdy nesplnilo očekávání, která do něj byla vkládána a zůstalo jen malým městem bez větší demografické a hospodářské atraktivity. Jiná města jako Nazaret Ilit nebo Migdal ha-Emek byla úspěšnější.
Sociální problémy rozvojových měst zostřovala i nezaměstnanost. Mnohá rozvojová města byla zcela závislá na jediném průmyslovém podniku. Například v Jokne'amu nedaleko Haify to byla zbrojovka Soltam, v které v 80. letech pracovalo 2700 lidí (město mělo tehdy málo přes 5000 obyvatel). Když firma začala propouštět, dosáhla nezaměstnanost 35 %. Přistěhovalecká populace se často kulturně lišila od starousedlíků. V Jokne'amu dokonce původní židovští zemědělci nechali v roce 1967 svou vesnici administrativně oddělit od rozvojového města, které vyrostlo na jejím okraji.
Město Bejt Šemeš poblíž Jeruzaléma zase až do 80. let 20. století stagnovalo a začalo růst až poté, co do tohoto původně sekulárního města začali masově přicházet ultraortodoxní Židé, kteří zvýšili počet obyvatel mezi lety 1990–2010 z 15 000 na téměř 80 000.

## Seznam rozvojových měst v Izraeli

### Centrální Izrael
- Bejt Šemeš
- Or Jehuda
- Javne

### Severní Izrael (Galilea)
- Bejt Še'an
- Karmiel
- Chacor ha-Gelilit
- Kirjat Šmona
- Migdal ha-Emek
- Nof ha-Galil
- Šlomi
- Jokne'am

### Jižní Izrael (Negev)
- Arad
- Dimona
- Kirjat Gat
- Kirjat Mal'achi
- Micpe Ramon
- Netivot
- Ofakim
- Sderot
- Jerucham